# Pietro Spangaro
Pietro Spangaro (Venezia, 28 gennaio 1813 – Milano, 14 novembre 1894) è stato un militare, patriota e ufficiale italiano.

## Biografia
Fu un ardente patriota che partecipò alla spedizione dei Mille garibaldina.
Lo ritroveremo con il grado di colonnello in prima fila nella decisiva battaglia del Volturno, dopo aver seguito il generale Garibaldi a Marsala e a Calatafimi.
Ex ufficiale austriaco, aveva disertato per combattere a fianco degli insorti Veneziani, capeggiati da Daniele Manin, è difficile ricostruire bene la sua biografia, poiché si intreccia con quella dell'omonimo cugino, Pietro Spangaro anch'egli figlio di un Giovanni Battista Spangaro, e volontario nella spedizione dei Mille.
Nel 1849 è a Malta, dove erano radunati molti esuli italiani.
Lo ritroviamo poi nel 1850 in Egitto, dove fece una discreta fortuna con una ditta commerciale da lui creata.
Non partecipò alla seconda guerra di indipendenza, ma nella primavera del 1860 tornò in Italia per partecipare alla spedizione dei Mille.
I suoi uomini lo adoravano per i suoi modi di fare semplici e schietti.
Secondo Maxime Du Camp, che era con lui in Calabria durante la spedizione dei Mille, era soprannominato Colonnello "dunque", perché iniziava sempre le sue frasi con quella parola.
Morì nel 1894 a Milano, nella modesta casa in cui si era trasferito negli ultimi tempi, forse per ragioni economiche, in corso Magenta numero 28. La casa non era di sua proprietà, e oggi non esiste più, il numero civico non è individuabile, e non c'è più nemmeno la sua tomba.